# Remojón

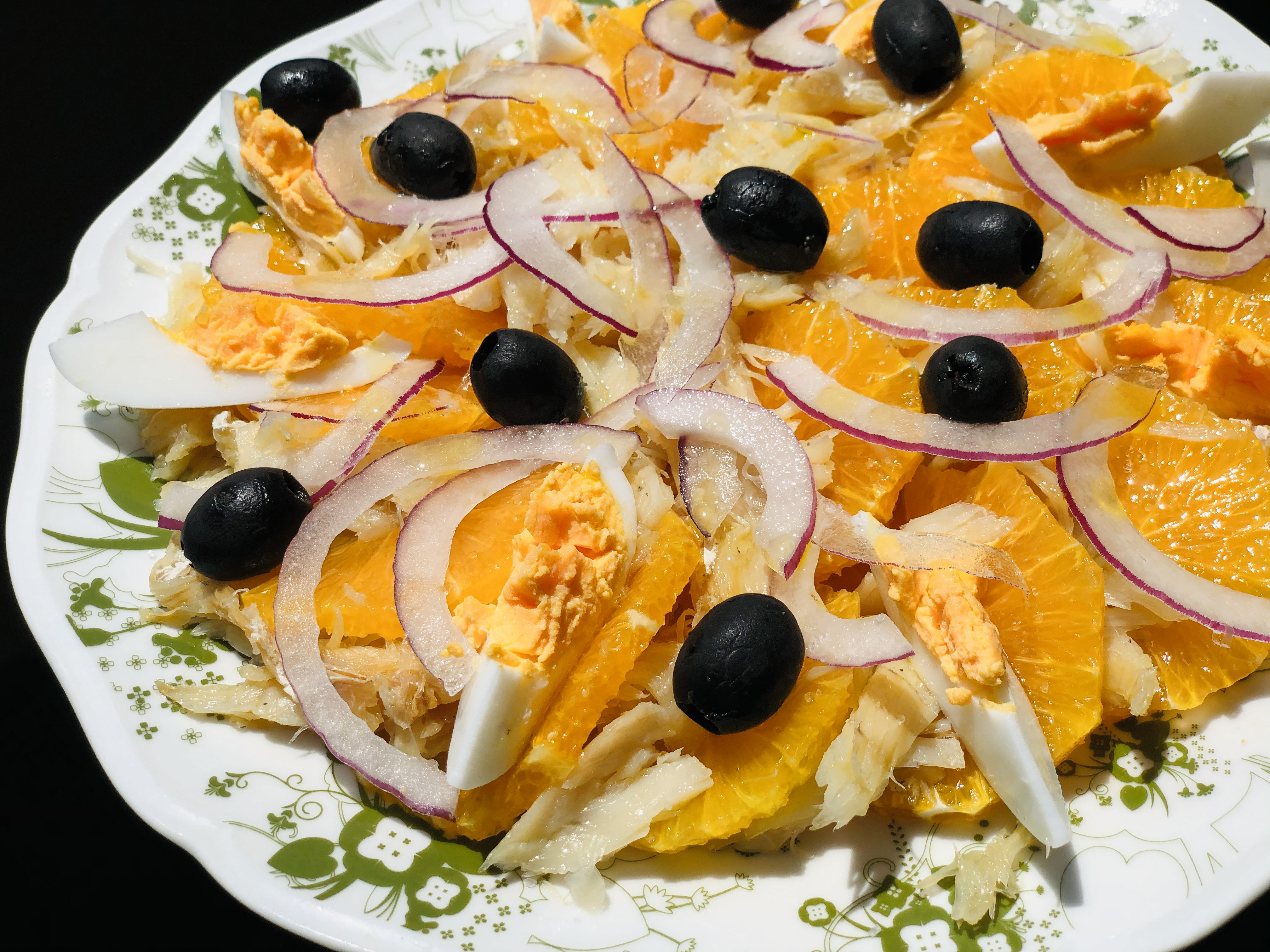
Remojón

El remojón o remojón de naranja es un plato de la gastronomía de Andalucía Oriental, en España, de clara procedencia árabe y típica sobre todo en las provincias de Granada, Almería y Jaén. Su preparación puede variar bastante de una localidad a otra, pero todas mantienen en común el uso de la naranja y el aceite de oliva, ambos productos propios de la zona donde se consume este plato. De hecho, otros nombres con que se conoce son naranja en aceite o ensalada de naranja. 
Este plato es muy parecido a la ensalada malagueña. 

## Variantes
En su forma más sencilla, la naranja en aceite, no es más que una mezcla de naranja pelada y troceada, aceite, y, según las localidades y el gusto del comensal, sal o azúcar. La versión azucarada es un rico postre y también una excelente merienda, muy apreciada por los niños.[cita requerida]

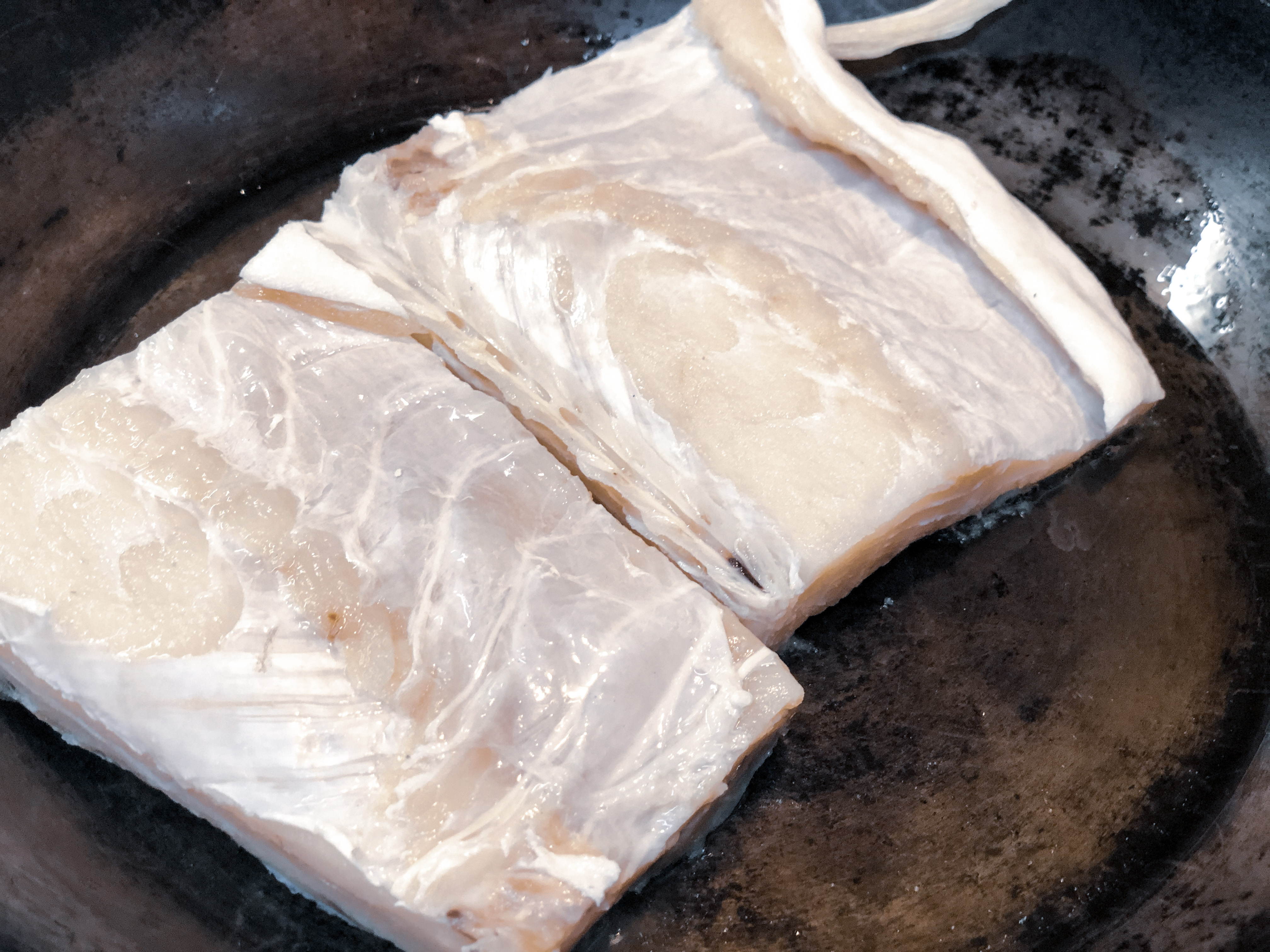
Bacalao

En sus formas más elaboradas incorpora otros muchos ingredientes, siendo muy habitual el bacalao. De hecho, este ingrediente es para algunos más importante que la naranja, por lo que lo llaman remojón de naranja y bacalao. Otros ingredientes posibles incluyen aceitunas, huevos, cebolla o cebolletas, ajo, vinagre, pimentón, patatas o tomate. Estas versiones se sirven como primer plato frío, muy sabroso y nutritivo.